# Lumbrein
Lumbrein (, toponimo romancio e tedesco; in italiano Lombareno, desueto) è una frazione di 361 abitanti del comune svizzero di Lumnezia, nella regione Surselva (Canton Grigioni).

## Storia

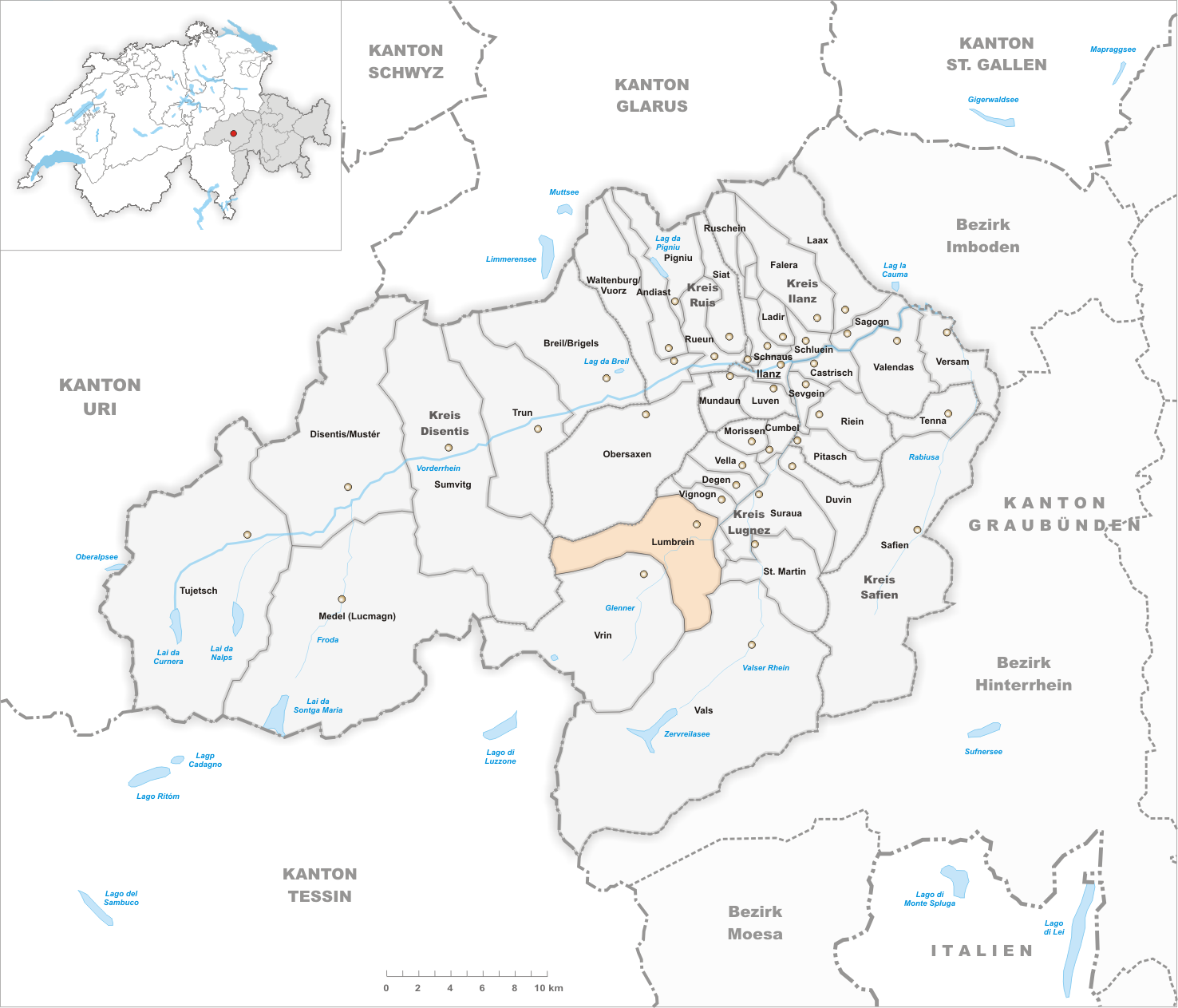
Il territorio del comune di Lumbrein prima degli accorpamenti comunali del 2013

Già comune autonomo che si estendeva per 37,86 km² e che comprendeva anche le frazioni di Nussaus, Pruastg, Silgin, Sogn Andriu e Surin, il 1º gennaio 2013 è stato aggregato agli altri comuni soppressi di Cumbel, Degen, Morissen, Suraua, Vella, Vignogn e Vrin per formare il nuovo comune di Lumnezia.

## Monumenti e luoghi d'interesse
La località è inserita nell'Inventario degli insediamenti svizzeri da proteggere.
- Chiesa parrocchiale cattolica di San Martino, attestata dal 1345 e ricostruita nel 1646[2].

## Società

### Evoluzione demografica
L'evoluzione demografica è riportata nella seguente tabella:
Abitanti censiti

### Lingue e dialetti
Nel 2000 il 90% della popolazione parlava la lingua romancia.